# ファインド・ミー 〜パリでタイムトラベル〜
『ファインド・ミー 〜パリでタイムトラベル〜』（原題：Find Me in Paris）は、フランスのコットンウッド・メディアとドイツのZDFエンタープライズ（第2ドイツテレビの子会社）が共同製作しているティーン向けのテレビドラマ。2018年4月に第1シリーズの放送がスタートし、2020年8月21日から米huluで配信の第3シリーズで完結。2019年時点において130か国以上で放送されている。
作中のシーン撮影は、実際にガルニエ宮やパリ国立オペラで行われている。

## あらすじ
1905年、パリ。ロシアのプリンセスであるレナ・グリスキーはバレリーナを志し、パリのオペラ座に留学している。しかし、現地で庶民の青年ヘンリーと知り合い恋に落ちたことにより、ロシアへ送還されそうになる。レナはヘンリーとともにオペラ座から逃げようとドアをくぐった瞬間、2018年のオペラ座へとタイムスリップ。ヘンリーをひとり残したまま、未来の世界へと旅立ってしまう。

## 登場人物
レナ・グリスキー
演 - ジェシカ・ロード
バレリーナ。
日本語吹替 - 内田真礼
ヘンリー・デュケ
演 - クリスティー・オドネル
日本語吹替 - 野津山幸宏
マックス・アルバレス
演 - ローリー・J・セイパー
日本語吹替 - 石井孝英
ティア・ラファエル
演 - ハンナ・ドッド
日本語吹替 - 白石晴香
イネス・ル・ブルトン
演 - エバ・アキレイド
日本語吹替 - 小泉瀬奈
ジェフ・チェイス
演 - キャッスル・ロック
日本語吹替 - 内田雄馬
ダッシュ・カーン
演 - ハイラン・アベセカラ
日本語吹替 - 小松昌平

## スタッフ
- 作：ジル・カーリング ロリ・マザー
- 製作総指揮：レイラ・スミス、ジル・ガーリング、ロリ・マザー
- 監督：マット・ブルーム
- 撮影監督：Phillipe de Vaucelles、Jean-Phillipe Gosselin
- 制作：Cottonwood Media、ZDFエンタープライズ、Be-FILMS
- 配給：ZDFエンタープライズ

## エピソード
| シーズン | シーズン | 話数 | 話数 | 放送期間      | 放送期間       |
| シーズン | シーズン | 話数 | 話数 | 初回放送      | 最終回放送     |
| -------- | -------- | ---- | ---- | ------------- | -------------- |
|          | 1        | 26   | 26   | 2020年4月10日 | 2020年10月23日 |
|          | 2        | 26   | 26   | 2021年7月2日  | 2022年1月予定  |

### シーズン1
日本語版は第1シリーズが2020年4月10日から同年10月23日までNHK Eテレで放送された。同局での放送時間は毎週金曜 19:25 - 19:50（日本標準時）。なお第1シーズン13話以降は新型コロナの影響で日本語版の制作ができずシーズンの途中で放送が中断され、その後7月24日から放送を再開し10月23日に最終回を迎えた。
| 通算 話数 | シーズン 話数 | タイトル              | 放送日         |
| --------- | ------------- | --------------------- | -------------- |
| 1         | 1             | "時空を超えて"        | 2020年4月10日  |
| 2         | 2             | "レナの決意"          | 2020年4月17日  |
| 3         | 3             | "過去からの協力者"    | 2020年4月24日  |
| 4         | 4             | "すれ違う 2人"        | 2020年5月1日   |
| 5         | 5             | "パリの街へ"          | 2020年5月8日   |
| 6         | 6             | "かわいい弟子?"       | 2020年5月15日  |
| 7         | 7             | "恋の魔法"            | 2020年5月22日  |
| 8         | 8             | "それぞれのダンス"    | 2020年5月29日  |
| 9         | 9             | "本当の親友は?"       | 2020年6月5日   |
| 10        | 10            | "ティアの苦悩"        | 2020年6月12日  |
| 11        | 11            | "ドアの向こうへ"      | 2020年6月19日  |
| 12        | 12            | "揺れる心"            | 2020年6月26日  |
| 13        | 13            | "大舞台の夜に"        | 2020年7月24日  |
| 14        | 14            | "レナが退学処分に!"   | 2020年7月31日  |
| 15        | 15            | "踊りたいの!"         | 2020年8月7日   |
| 16        | 16            | "埋まらない思い"      | 2020年8月14日  |
| 17        | 17            | "がんばれライバル"    | 2020年8月21日  |
| 18        | 18            | "ダッシュの本音"      | 2020年8月28日  |
| 19        | 19            | "みんなの秘密"        | 2020年9月4日   |
| 20        | 20            | "父と息子たち"        | 2020年9月11日  |
| 21        | 21            | "恋は大混戦!"         | 2020年9月18日  |
| 22        | 22            | "母のペンダント"      | 2020年9月25日  |
| 23        | 23            | "盗まれた秘密"        | 2020年10月2日  |
| 24        | 24            | "近づく さよならの時" | 2020年10月9日  |
| 25        | 25            | "もつれた糸"          | 2020年10月16日 |
| 26        | 26            | "時空の迷路へ"        | 2020年10月23日 |

### シーズン2
| 通算 話数 | シーズン 話数 | タイトル           | 放送日       |
| --------- | ------------- | ------------------ | ------------ |
| 27        | 1             | "それぞれの居場所" | 2021年7月2日 |

## 制作
第1シーズンの制作費は1250万ドル。
第3シーズンの撮影は2019年7月に始まり、2019年11月28日に終了した。